# CSM Târgu Jiu
Clubul Sportiv Municipal Târgu Jiu este un club sportiv aflat în administrarea municipiului Târgu Jiu din România. Clubul are secții de atletism, baschet, box, fotbal, handbal, „lupte și scrimă”, natație, tenis, „tir cu arcul și tir sportiv”, și volei.
Înființat în anul 2017, CSM Târgu Jiu este o structură sportivă de interes local, cu personalitate juridică, de drept public, instituție publică aflată în subordinea Consiliul Local al Municipiului Târgu Jiu. Activitatea clubului este finanțată din alocații/subvenții de la bugetul local, din venituri proprii și alte surse în condițiile legii. Sediul clubului se află pe Bulevardul Constantin Brâncuși nr.6 din Târgu Jiu iar culorile oficiale ale clubului sunt alb-albastru.

## Secții

### Atletism
Secția de atletism a Clubului Sportiv Municipal Târgu Jiu a fost înființată în 2020. Aceasta are în palmares: patru medalii de aur, șase medalii de argint și două medalii de bronz.

### Baschet
Secția de baschet a Clubului Sportiv Municipal Târgu Jiu a fost înființată în 2019 și are în componență o echipă de seniori și mai multe de juniori. Echipa de seniori evoluează în Liga Națională, primul eșalon valoric al campionatului național de baschet masculin românesc.
Echipa de baschet masculin CSM Târgu Jiu își desfășoară meciurile de pe teren propriu în Sala Sporturilor din Târgu Jiu, cu o capacitate de 1.223 locuri.

### Box
Secția de box a Clubului Sportiv Municipal Târgu Jiu a fost înființată în 2022.

### Fotbal
Secția de fotbal a Clubului Sportiv Municipal Târgu Jiu a fost înființată în 2022 și are în componență mai multe echipe de juniori.

### Handbal
Secția de handbal a Clubului Sportiv Municipal Târgu Jiu a fost înființată în 2019 și are în componență o echipă de senioare și mai multe de junioare. Echipa de senioare a evoluat în Divizia A, eșalonul valoric secund  al campionatului național de handbal feminin românesc, până în mai 2022 când a promovat în Liga Națională, după ce a câștigat Seria B a Diviziei A.
Echipa de handbal feminin CSM Târgu Jiu își desfășoară meciurile de pe teren propriu în Sala Sporturilor din Târgu Jiu, cu o capacitate de 1.223 locuri.

### Lupte
Secția de lupte a Clubului Sportiv Municipal Târgu Jiu a fost înființată în 2020. Aceasta are în palmares: patru medalii de aur, cinci medalii de argint și patru medalii de bronz

## Conducerea
Conform paginii oficiale a clubului și presei:
| Nume                  | Ocupație                                                                      |
| --------------------- | ----------------------------------------------------------------------------- |
| Robert Bălăeț         | Director                                                                      |
| Dan Ilieș             | Expert sportiv/ Coordonator secție handbal                                    |
| Adrian Roșu           | Expert sportiv/ Coordonator secție baschet                                    |
| Irina Bunea           | Consilier juridic/ Compartimentul juridic și resurse umane                    |
| Mariana Vaida         | Inspector de specialitate/ Compartimentul economico-finaciar și administrativ |
| Mihai Vâlceanu        | Inspector de specialitate/ Compartimentul economico-finaciar și administrativ |
| Cristi Constantinescu | Consilier/ Compartimentul organizare, relații publice, imagine                |